# Federazione cestistica della Palestina
La Federazione cestistica della Palestina è l'ente che controlla e organizza la pallacanestro in Palestina.
La federazione controlla inoltre la nazionale di pallacanestro della Palestina. Ha sede a Gaza e l'attuale presidente è Imad Eldean Oqha.
È affiliata alla FIBA dal 1963 e organizza il campionato di pallacanestro della Palestina.